# Tobył
Tobył (kaz. Тобыл; ros. Тобыл) – miasto w Kazachstanie; w obwodzie kustanajskim; położone nad rzeką Toboł. Na początku 2021 roku liczyło 24 694 mieszkańców. 

## Nazwa
Od 2 stycznia 2020 roku miejscowość Zatoboł (kaz. Затобол; ros. Затобольск, Zatobolsk) została przemianowana na Tobył i nadano jej status miasta.